# Руслан Чагаев — Фрес Окендо
Руслан Чагаев против Фреса Окендо — 12-раундовый боксёрский поединок за вакантный титул чемпиона мира в тяжёлом весе по версии WBA, который прошёл 6 июля 2014 года на стадионе «Ахмат Арена» в Грозном. Победу раздельным решением судей одержал Руслан Чагаев.

## Поединок
Промоутером боя стал Тимур Дугазаев. Перед боем рекорд Чагаева составлял 32 победы (из них 20 нокаутом), 2 поражения и одна ничья. Рекорд его соперника составлял 37 побед (24 нокаута) и 7 поражений. Ринганонсерами вечера стали Александр Загорский (Россия) и Майкл Баффер (США). В качестве почётных гостей были приглашены Рой Джонс, Майк Тайсон, Эвандер Холифилд, Леннокс Льюис, Иосиф Кобзон и Тимати. Бой был показан более чем в ста странах, а также в прямом эфире федерального российского телеканала. На самом стадионе за поединком следили более 30 тысяч болельщиков.
В андеркарте состоялось девять боксёрских поединков и один по правилам К-1, в которых приняли участие спортсмены одиннадцати стран. Россию представляли семь бойцов, шесть из которых представляли чеченскую боксёрскую школу. Все чеченские боксёры одержали победы, а Висхан Мурзабеков завоевал вакантный титул чемпиона по версии WBC Intercontinental среди юношей.
Первый раунд прошёл в разведке. Чагаев занял центр ринга и теснил Окендо к канатам, но никаких серьёзных действий за весь раунд произведено не было. В середине второго раунда соперники обменялись серией акцентированных ударов, после чего сложился рисунок боя, которые в течение остальных раундов оставался одинаковым — Чагаев прочно занял центр ринга и имел небольшое преимущество. Невысокий темп боя периодически нарушался активными действиями соперников. В шестом раунде Чагаев получил рассечение, которое, однако, не помешало ему завершить бой. В последнем раунде, понимая, что проигрывает, Окендо взвинтил темп боя, пытаясь нанести решающий удар, но Чагаев успешно защищался и удачно контратаковал. В течение всего боя соперники демонстрировали уважительное отношение друг к другу.

## Карта боксёрского вечера
| Весовая категория  | Соперник 1         | vs     | Соперник 2           | Тип                  | Раундов | Время/Счёт судей          | Титулы на кону                          |
| ------------------ | ------------------ | ------ | -------------------- | -------------------- | ------- | ------------------------- | --------------------------------------- |
| Тяжёлая            | Руслан Чагаев      | Победа | Фрес Окендо          | Раздельное решение   | 12/12   | 114-114, 115-113, 115-113 | WBA                                     |
| Тяжёлая            | Эдмунд Гербер      | Победа | Висент Сандес        | Технический нокаут   | 2/12    | 1:52                      | WBC                                     |
| Первый тяжёлый вес | Хуан Карлос Гомес  | Победа | Горан Делич          | Технический нокаут   |         |                           | WBA                                     |
| Полусредний вес    | Висхан Мурзабеков  | Победа | Игорь Фаниян         | Единогласное решение | 10/10   |                           | Вакантный титул WBC Youth International |
| Полутяжёлый вес    | Мовсур Юсупов      | Победа | Александр Сущиц      | Единогласное решение |         |                           |                                         |
| Тяжёлый вес        | Апти Давтаев       | Победа | Александр Нестеренко | Нокаут               | 6       |                           |                                         |
| Первый тяжёлый вес | Арби Мадаев        | Победа | Чупаки Чипинди       | Технический нокаут   | 6       |                           |                                         |
| Полутяжёлый вес    | Апти Устарханов    | Победа | Гор Акопян           | Технический нокаут   | 4       |                           |                                         |
| Полусредний вес    | Зубайра Сулейманов | Победа | Роман Иванов         | Единогласное решение | 5/5     |                           |                                         |